# André Prévost
André Prévost (n. 28 februarie 1875, Paris, Île-de-France, Franța – d. 22 noiembrie 1951, Neuilly-sur-Seine, Seine, Franța) a fost un jucător de tenis francez, medaliat olimpic. A participat la o ediție a Jocurilor Olimpice (1900) în care a câștigat o medalie de bronz.

## Participări
Lista de mai jos prezintă principalele competiții la care a participat André Prévost de-a lungul carierei.
- double messieurs de tennis aux Jeux olympiques d'été de 1900[*]